# Ideoblothrus mexicanus
Ideoblothrus mexicanus es una especie de arácnido del orden Pseudoscorpionida de la familia Syarinidae.

## Distribución geográfica
Se encuentra en México.